# Mayachka
Maiachka (ucraniano: Маячка) anteriormente Oktiábrske, Oktyabrske, Oktiábrskoye o Oktyabrskoye (ucraniano: Октябрське, ruso: Октябрьское) es una aldea del Comunidad Territorial Unida de Cherkaske del  raión de Sloviansk en el óblast de Donetsk, Ucrania. En 2016, la Rada Suprema de la aldea de Oktiábrskoye (también llamada Oktiábrske) modificó el nombre de la ciudad como parte del proceso de "descomunización".